# 信州ハム
信州ハム株式会社（しんしゅうハム、英: SHINSHU HAM CO., LTD.）は、長野県上田市に本社を持つ食品加工メーカー。1941年創業。工場直送のショッピングサイト信州ハムショップや、軽井沢にてウインナー手づくり体験ができるカフェレストランつきの信州ハム軽井沢工房がある。

## 沿革
- 1941年3月 - 個人商店「久保商店」として長野県上田市にて創業。
- 1947年7月 - 株式会社・久保商店設立（会社ではこの年を創立年としている）。
- 1950年8月 - 「信州ハム株式会社」と社名変更。
- 1965年11月 - 上田ハム株式会社を吸収合併。
- 1967年7月 - 旧本社工場第一期工事完成。
- 1970年11月 - 旧本社工場第二期工事完成。社名変更時別に設立していた関連会社信州ハム販売（株）を吸収合併し生産・販売一貫方式をとる。
- 1993年3月 - 本社工場を創業の地である旧祝町から下塩尻に移転。操業開始。
- 1997年7月 - 資本金を10億円に増資。
- 1998年11月 - 本社工場で生産された加熱食肉製品がHACCPの認可を取得。
- 2002年9月 - 全社でISO14001の認証取得。
- 2004年4月 - 長野県北佐久郡軽井沢町に信州ハム軽井沢工房を開店。
- 2012年9月 - 9月末で食肉事業から撤退することを発表。

※信州ハムは創業から1965年頃まで市内中央一番街に直営の食堂を運営していた（「信州ハム食堂」）。

## 主な商品
- 軽井沢シリーズ
- グリーンマークシリーズ - お客さまからの要望によって生まれた、「化学合成添加物を使わない、なるべく自然のままの安全な物」というコンセプトの商品シリーズ。

ほか多数

## 最近の動向
長野県産物、長野県の業者とコラボレーションを進め、長野県発の発掘を進めている。

2009年秋に一部商品をリニューアルして価格を下げた。
2010年12月、ニチレイフレッシュと豊田通商と共同で、ベトナムドンナイ省に食肉加工品を製造・販売する新会社「シンシュウ エヌティ」を設立。